# فارس ظهر الخيل (فلم)
فيلم مصري تم انتاجه عام  2001

## قصة الفيلم
فيلم مصري درامي تاريخي تدور احداثه عن زوجة ضابط إنجليزي مات بعد مشاركته في الحرب العالمية الثانية ودفن في مقابر الكومنولث بالعلمين فتحضر بعد ثلاثين سنة لزيارة قبر زوجها ولم تحده وتبدا البحث عنه والفيلم تم انتاجه عام 2001 ومدة الفيلم 50 دقيقة وهو من تاليف والفيلم من إخراج عاطف سالم ومن إنتاج قطاع الإنتاج - اتحاد الإذاعة والتلفزيون (ج.م.ع)

## أبطال الفيلم
| اسم الممثل      | دوره                |
| --------------- | ------------------- |
| منى زكي         | (زين)               |
| فادية عبد الغني | (أم زين)            |
| جمال عبد الناصر | . (فارس)            |
| عزت أبو عوف     | (الجنرال الإنجليزي) |
| ليلى فوزي       | (مارغريت)           |
| فؤاد خليل       |                     |

## فريق العمل
| فريق العمل                                      | دوره                          |
| ----------------------------------------------- | ----------------------------- |
| قطاع الإنتاج - اتحاد الإذاعة والتلفزيون (ج.م.ع) | إنتاج                         |
| عاطف سالم                                       | مخرج                          |
| أحمد عبد الله                                   | مؤلف                          |
| سامي نصير                                       | (الألحان والموسيقى التصويرية) |

## وصلات خارجية
- مقالات تستعمل روابط فنية بلا صلة مع ويكي بيانات
- فارس ظهر الخيل على كاروهات